# 利豨
利豨（—前165年）是西漢第二代軑侯，利蒼之子，封地在江夏郡軑縣（今河南省罗山县和光山县之间，一说在今湖北省浠水县兰溪镇）。馬王堆三號墓可能是其墓葬，因馬王堆三號墓沒有直接出土能直接證明墓主人身份的文物，所以存在爭論；另外馬王堆三號墓出土木牘有「十二年二月乙巳」字樣，下葬時間為前168年3月12日，與《史記》、《漢書》記載的利豨卒年前165年有所不同。